# Farfarello

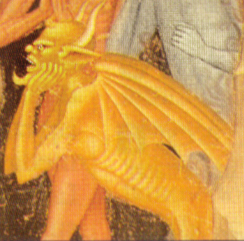
Farfarello, Andrea di Bonaiuto, détail des fresques de la Chapelle des Espagnols de la basilique Santa Maria Novella à Florence.

Farfarello est un diable inventé par Dante Alighieri qui le place parmi les Malebranches, la troupe diabolique protagoniste d'un épisode de l'Enfer (Chants XXI (it), XXII (it) et XXIII (it)) dans la Divine Comédie. Avec leurs figures grotesques, ils créent une parenthèse comique, très rare dans l'œuvre de Dante, qui représente un précieux témoignage sur la faculté du poète à adapter sa poésie avec souplesse aux genres les plus variés.

## Étymologie
Le nom de Farfarello, seul nom de diable documenté, antérieurement à Dante, dans les légendes, les nouvelles ou les mascarades de carnaval, est probablement un terme issu de l'arabe farfar. En ancien français, il existe aussi le mot farfadet et en toscan le fanfanicchio dont la signification est similaire. Dans le dialecte calabrais (de la région de Catanzaro), un vent du sud connu pour créer la confusion est indiqué par le nom de Farfariadu.

## Dans la Divine Comédie
Dans le Chant XXI (it), Farfarello est appelé par Malacoda, le chef du  groupe de démons, parmi la « dizaine » (petite unité de combat équivalent à une escouade) formant l'escorte qu'il assigne à Dante et à Virgile pour le passage de la bolge des baratiers, (ou concussionnaires, punis par immersion dans la poix bouillante), à la recherche d'un nouveau pont à traverser, après avoir découvert que le plus direct s'était effondré, et dont il sera découvert à la fin du Chant XXIII (it) qu'en vérité ce passage n'existe pas.
Dans l'épisode Farfarello est le protagoniste d'un seul tercet au Chant XXII (it) : Ciampolo da Navarra (it), un baratier repêché de la poix bouillante, s'interrompt effrayé par le regard fixe, follement menaçant, de Farfarello comme s'il était sur le point de frapper. Mais Farfarello est immédiatement écarté par le grand prévôt de la troupe des diables, Barbariccia (it), qui le chasse en l'appelant « oiseau maléfique » : 

« E 'l gran proposto, vòlto a Farfarello 
che stralunava li occhi per fedire, 
disse: « Fatti 'n costà, malvagio uccello! ». »

— Chant XXII (it), vers 94-96

## Chez d'autres auteurs
Farfarello est présent chez des auteurs de la Renaissance comme Luigi Pulci qui l'évoque dans les chants II et XXV du Morgante (entre 1460 et 1479), ou l'Arioste qui l'évoque également dans le septième chant du Roland furieux (entre 1505 et 1532) ou encore Giovanni Francesco Straparola qui le fait apparaître dans la première fable de la septième des Nuits facétieuses (entre 1550 et 1553).
Dans la neuvième strophe du Guarracino, chanson napolitaine d'un auteur anonyme du XVIIIe siècle, l'Alletterato est saisi par le diable Farfariello en apprenant la trahison de la Sardella : 

« Quanno lo 'ntise lo poveriello 
se lo pigliaje Farfariello; »

— Lo guarracino, anonyme, XVIIIe siècle
Cinq siècles après la Commedia, en 1821, Frarfarello apparaît dans le « Dialogo di Malambruno e di Farfarello » des Operette morali (it) de Giacomo Leopardi. À la même époque, on le trouve dans plusieurs des Sonetti romaneschi (it) (entre 1831 et 1847) de Giuseppe Gioachino Belli : Er ventricolo, L'ammalatia der padrone, A ppijjà mojje penzece un anno e un giorno, E poi?. Dans la poésie Ninna nanna della guerra (it) (1914) de Trilussa, Farfarello représente un petit diable de conte de fée.
Dans le livret de Sergueï Prokofiev pour son opéra L'Amour des trois oranges créé en 1921, Farfarello est un démon qui, à la demande du magicien Tchélio, aide le Prince et Trouffaldino, après les avoir transportés sur les vents de son soufflet chez la magicienne Créonte, à dérober, sur l'ordre de Fata Morgana, les trois oranges à la Cuisinière. Le rôle est chanté par une basse. L'argument du livret de Prokofiev est tiré de la comédie du même titre (it) créée par Carlo Gozzi en 1761, elle-même tirée des Trois Cédrats, neuvième conte de la cinquième journée du Cunto del li Cunti publié à Naples par Giambattista Basile entre 1634 et 1636.

## Dans les arts
Dans le cycle de fresques de la chapelle des Espagnols, ancienne salle capitulaire du couvent de l'église florentine Santa Maria Novella, aujourd'hui partie du musée de la basilique, peint vers 1365 par Andrea di Bonaiuto dit Andrea da Firenze, Farfarello est représenté avec trois autres diables à l'extrême droite du mur de la Passion, dans la partie de l'Enfer située aux abords des Limbes, dans la scène de la Descente du Christ aux Enfers où Jésus reçoit les âmes du sein d'Abraham.

Descente du Christ aux enfers
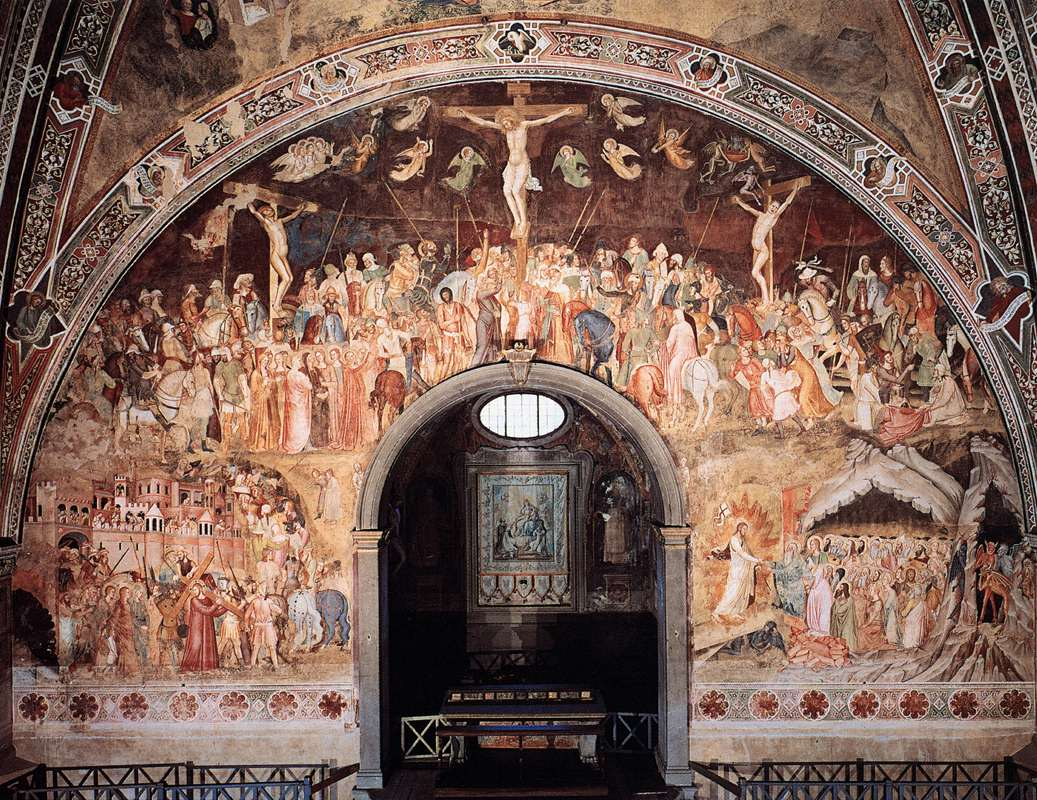
Le mur de la Passion
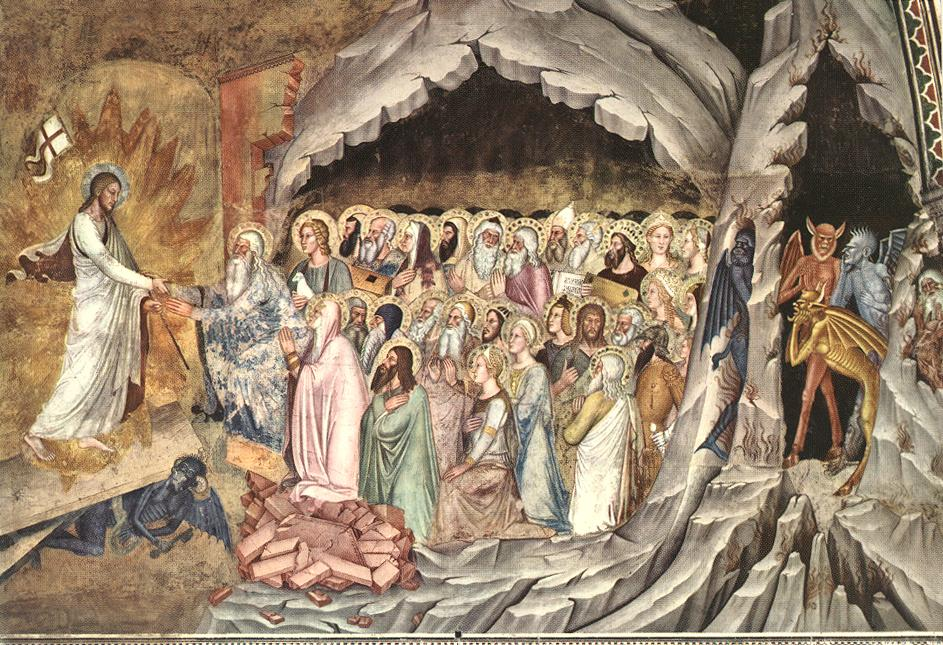
Jésus dans les Limbes
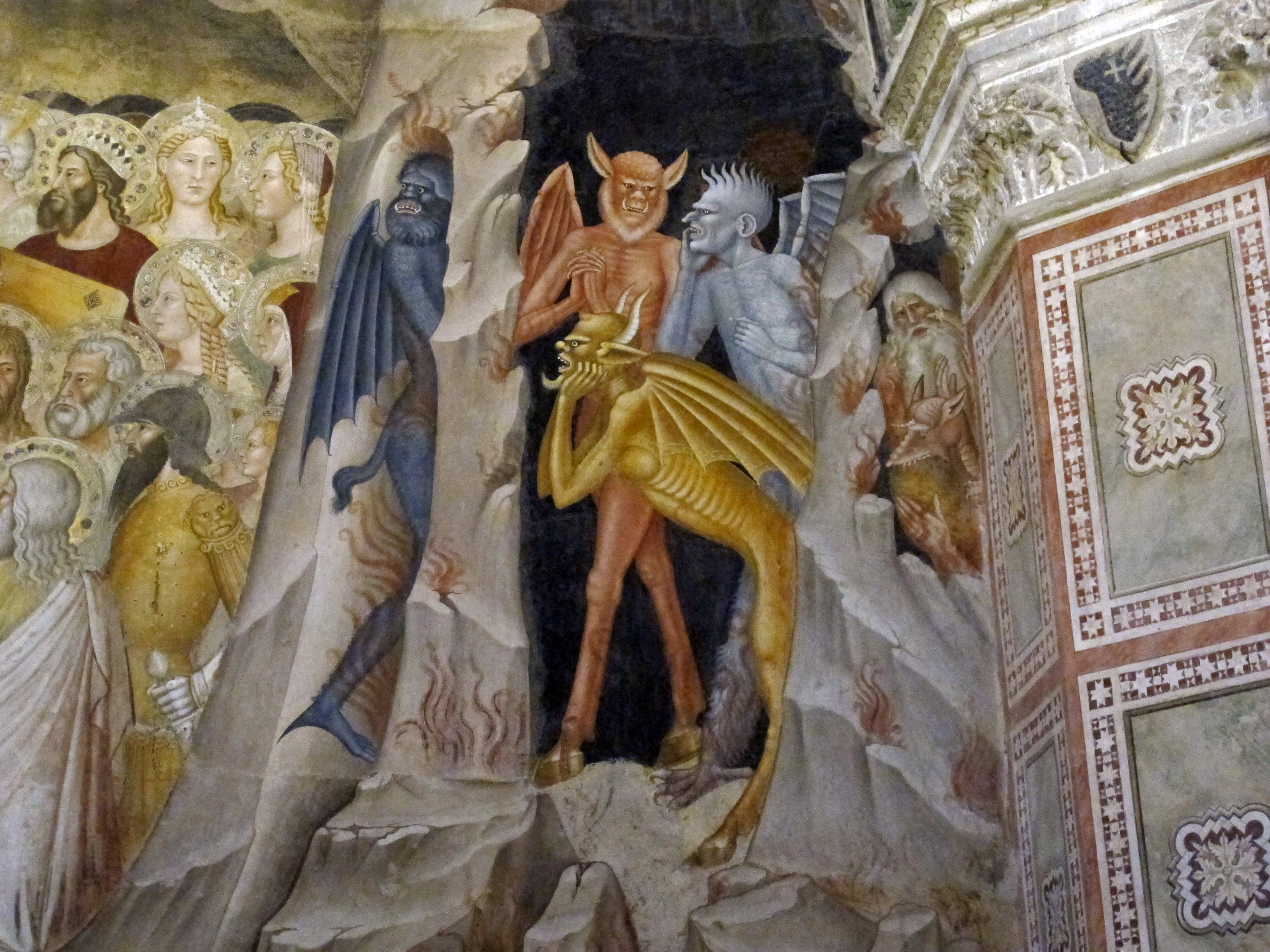
La porte de l'Enfer
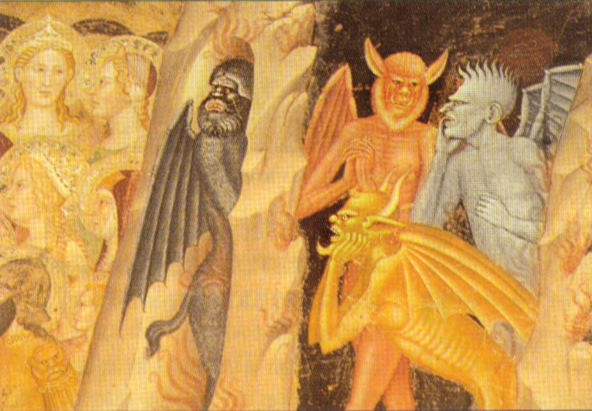
Les quatre diables